# Spinomantis microtis
Espèce
Synonymes
- Rhacophorus microtis Guibé, 1974
- Mantidactylus microtis (Guibé, 1974)

Statut de conservation UICN

 EN B1ab(iii) : En danger
Spinomantis microtis est une espèce d'amphibiens de la famille des Mantellidae.

## Répartition
Cette espèce est endémique de Madagascar. Elle se rencontre entre 800 et 1 400 m d'altitude dans l'extrême Sud-Est de l'île,.

## Description
Spinomantis microtis mesure de 30 à 35 mm pour les mâles et de 40 à 48 mm pour les femelles. Son dos est jaunâtre avec de grandes taches sombres qui, parfois, forment comme un "X". Ses membres présentent des bandes sombres. Son ventre est blanchâtre ou jaunâtre. La peau de son dos est granuleuse. Les mâles ont un seul sac vocal.

## Publication originale
- Guibé, 1974 : Batraciens nouveaux de Madagascar. Bulletin du Museum National d'Histoire Naturelle, sér. 3, Zoologie, vol. 171, p. 1169-1192 (texte intégral).